# Pfarrhaus (Entraching)

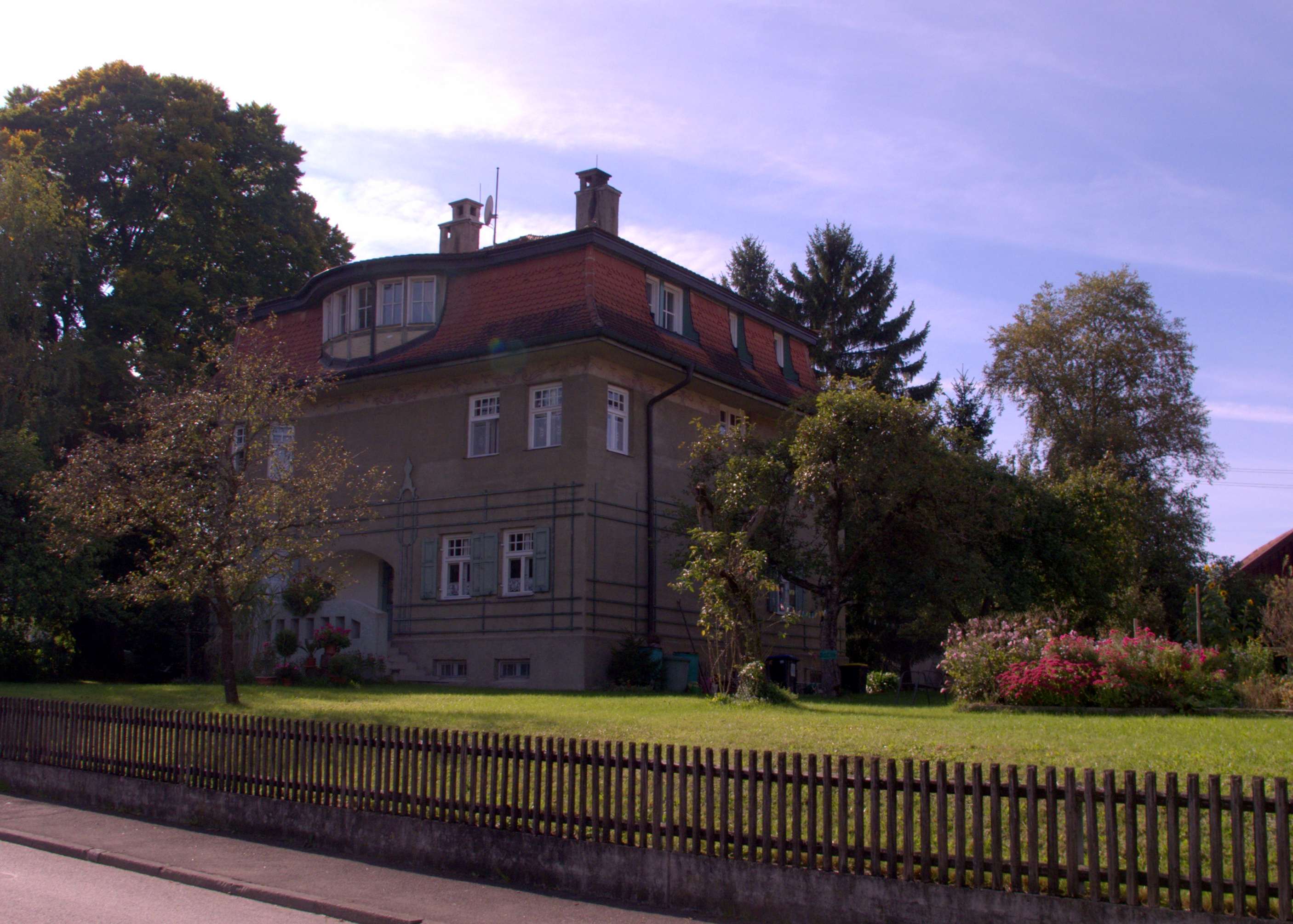
Ehemaliges Pfarrhaus in Entraching

Das Pfarrhaus in Entraching, einem Gemeindeteil von Finning im oberbayerischen Landkreis Landsberg am Lech, wurde 1906/07 errichtet. Das ehemalige Pfarrhaus mit der Adresse St. Jakob 2, nordöstlich der katholischen Pfarrkirche St. Jakob, ist ein geschütztes Baudenkmal.
Das Gebäude im Jugendstil wurde nach Plänen des Architekten Kurt Hertel errichtet. Der zweigeschossige Putzbau besitzt ein weit überstehendes Mansard-Walmdach und einen gemalten Fries.